# Dunstan
Dunstan (en llatí Dunstanus; 909 – 19 maig del 988) fou un monjo de l'abadia de Glastonbury, bisbe de Worcester, bisbe de Londres, arquebisbe de Canterbury, posteriorment canonitzat com a sant. La seva activitat va anar adreçada a revifar els monestirs i a reformar l'Església, portant-la cap a una major puresa espiritual. El seu hagiògraf, Osbern de Canterbury, va dir d'ell que era destre "donant forma a les cartes". Dunstan va fer de conseller de diversos reis i amb Eduí el Bell va mantenir enemistat des del dia de la seva coronació. Moltes llegendes populars angleses el descriuen com un valent combatent del dimoni.

## Anys de joventut
Dunstan va néixer a Baltonsborough, (Somerset). Era fill d'Heorstan, un noble de Wessex. Heorstan era germà d'Athelm, bisbe de Wells i del bisbe de Winchester. Es diu que la seva mare era una dona pietosa i que un dia, mentre estava a l'església, va tenir la visita d'un missatger que li va anunciar que tindria un fill que seria sant.
De jove va anar a estudiar amb uns monjos irlandesos que havien ocupat les ruïnes de l'abadia de Glastonbury. Llavors va caure greument malalt i va estar a punt de morir. Tenia un gran desig d'aprendre i passió pels llibres, els quals no tan sols va aprendre a escriure sinó també a il·luminar. Va prendre els vots provisionals com a monjo a l'església de santa Maria. Per la seva aptitud com a copista, el seu oncle Athelm, arquebisbe de Canterbury el va fer cridar per ser el seu ajudant. Després el rei Etelstan el va reclamar a la seva cort.

## Aprenent a la cort
El fet que el rei tingués preferència per Dunstan i cerqués la seva companyia va causar l'enveja entre altres membres de la cort. Es va formar un complot per fer-lo caure en desgràcia i el van acusar, amb proves falses, de practicar màgia negra. El rei li va manar que abandonés la cort però no va poder evitar que l'ataquessin físicament i que el llancessin a un pou negre. Es va esmunyir i va fer cap a casa d'un amic i després va marxar cap a Winchester on va trobar la protecció del seu oncle, el bisbe Ælfheah.
L'oncle el volia convèncer de prendre els vots definitius com a monjo, però ell dubtava pel vot de celibat. Finalment va passar una cosa que el va acabar de decidir. Va agafar una malaltia que li feia sortir tumors per tot el cos, alguns pensaven que podria ser lepra, però és més probable que es tractés d'una infecció agafada en entrar en contacte amb les aigües brutes del pou. El 943 va prendre els vots definitius i va començar la seva vida com a monjo ermità a Glastonbury. Contra un mur de l'antiga església de santa Maria va construir-se una cel·la de cinc peus de llarg per dos i mig d'ample. Allà passava el temps estudiant, escrivint o tocant una petita arpa. Segons una llegenda del segle xi va ser en aquesta època que se li apareixia el dimoni disfressat de dona, però ell se'l treia del davant pessigant-li el nas amb les tenalles de la llar de foc.

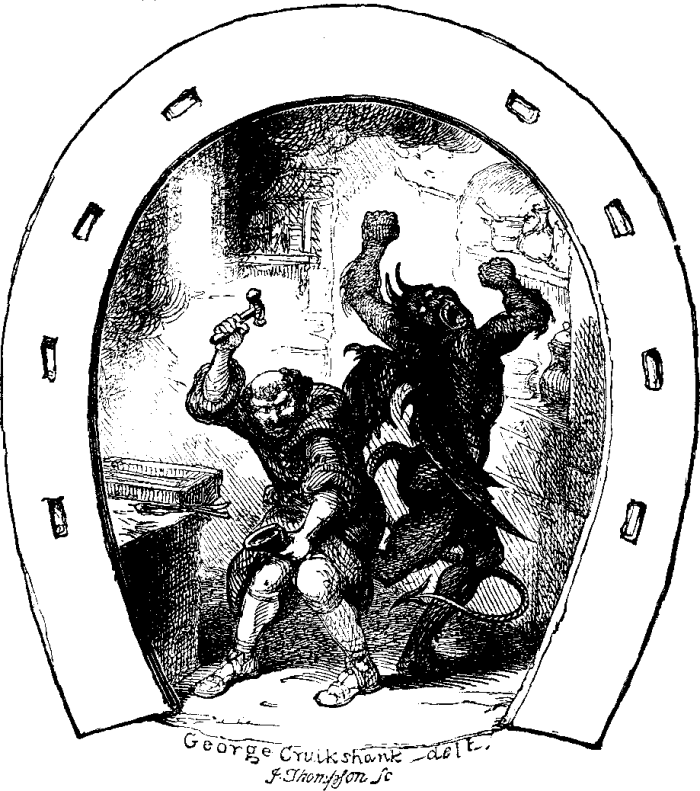
Dunstan lluitant contra el dimoni.

A més dels llibres i la música, també va dedicar temps a la feina de plater i orfebre pels guarniments de l'església. Lady Æthelflaed, la neboda del rei Etelstan, va establir una comunitat de monges al costat de la de Dunstan i el rei el va nomenar ministre d'aquesta comunitat, Quan ella va morir, li va deixar una considerable fortuna. Aquests diners els va fer servir per revifar la vida monàstica a tota Anglaterra: molts monestirs havien estat saquejats o incendiats durant les invasions vikingues i calia reparar-los. Poc després va morir el seu pare i en va rebre força diners en herència. Dunstan va començar a ser una persona influent i, a la mort del rei Etelstan l'any 940, El seu successor, Edmund I, el va reclamar i el va fer ministre.
Una altra vegada va despertar l'enveja i els nobles no feien sinó posar entrebancs a totes les peticions i suggeriment que feia al rei. Dunstan es va queixar a Edmund però no en va fer cas. Un dia, estant de cacera el rei a prop de la gorja de Cheddar, se li va desbocar el cavall, es va quedar sol i va estar en perill de mort. Quan va aconseguir tornar, va entrar a l'església a donar gràcies a Déu, va prometre al monjo que l'ajudaria en les seves demandes i el va nomenar abat.

## Vida com a abat

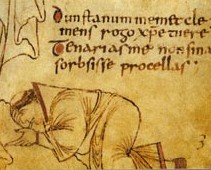
Il·lustració d'un llibre atribuïda a Dunstan.

Com a abat es va proposar iniciar una reforma, no tan sols de l'edifici sinó també de la comunitat de monjos de Glastonbury als que va imposar la regla de sant Benet. Va delegar les tasques que implicaven sortir del monestir al seu germà Wulfric, així la resta de frares no havien de trencar la regla de l'aïllament. Al mateix temps va fundar una escola per a tots els joves de la contrada que aviat va adquirir renom. Dos anys després el rei va morir assassinat i el seu successor fou Edred que va cercar una política de conciliació amb les diferents faccions del regne. Pel que fa als assumptes religiosos, va afavorir l'establiment dels costums catòlics, la reconstrucció d'esglésies, la reforma moral del clergat i la fi de la religió dels víkings establerts a l'illa de Gran Bretanya. En contra d'aquestes reformes estaven els nobles de Wessex, entre els quals hi havia parents de Dunstan, els quals preferien mantenir les coses com estaven. Durant nou anys la influència de Dunstan va ser dominant, li van oferir dues vegades el càrrec de bisbe (el de Winchester l'any 951 i el de Crediton el 953), però va renunciar dient que mai abandonaria el rei, que era qui més el necessitava.

## Caiguda en desgràcia
Quan el rei Edmund va morir el va succeir el seu nebot Eduí el Bell, un jove partidari de la manera de pensar de la noblesa. Segons la llegenda narrada a la Crònica anglosaxona Dunstan es va enemistar amb ell quan, el dia de la seva coronació, el rei no va acudir a una reunió. L'abat el va anar a buscar, el va descobrir rebolcant-se amb una dama i, com que es negava a deixar-la, se'l va endur per la força. Després Dunstan va comprendre que havia causat la ira del rei i es va tancar al monestir. El rei es va casar amb la dama, desafiant l'abat, i després va demanar que el portessin a la seva presència, però van trobar que Dunstan havia fugit del país.
Va arribar a Flandes, on el comte Arnold I el va acollir i li va oferir visitar la comunitat benedictina de Mont Blandin. Abans d'acabar-se el 957, Mèrcia i Northúmbra es van revoltar contra Eduí, el qual va haver de dividir el regne amb el seu germà Edgar. Aquest rei va demanar-li que tornés i l'arquebisbe el va nomenar bisbe de Worcester. L'any següent la seu de Londres va quedar vacant i hi fou transferit, Dunstan va haver de portar alhora els dos càrrecs. L'octubre del 959, Eduí va morir i Edgar va passar a ser rei de la seva part del territori. Un dels darrers actes d'Eduí va ser nomenar un substitut per l'arquebisbe Oda de Canterbury, que havia mort el 2 de juny del 958. Primer va nomenar Ælfsige de Winchester, però va morir de fred als Alps en un viatge que va fer a Roma. Després Eduí va nomenar Byrhthelm, que era bisbe de Wells, però tan aviat com va haver de compartir el regne amb Edgar, va anul·lar el nomenament al·legant que no havia estat un bon administrador a Wells. L'arquebisbat va recaure finalment en Dunstan.

## Arquebisbe de Canterbury (960-978)
El 960 va anar a Roma on va ser confirmat el papa Joan XII. Durant aquest viatge va ser tan generós donant almoina que ell i els seus acompanyants es van quedar sense res, però quan aquests protestaven ell responia "confiem que Déu proveirà".
Un cop al seu país, va tornar a ser ministre i es va deslliurar del bisbat de Londres —que va traspassar a un tal Ælfstan— i del de Winchester —que va traspassar a Osvald. Creia fermament que els clergues i monjos havien de portar una vida exemplar d'autosacrifici i va fer el celibat d'obligat compliment per llei. Va prohibir la pràctica de la simonia. Llevat de les comunitats monàstiques els monjos de les quals dedicaven part del seu temps a la construcció, la resta havien de complir estrictament amb la regla benedictina de les oracions i l'aïllament. Als sacerdots els va exigir que tinguessin una formació adient a la seva funció. Va establir cossos de vigilància a les costes per evitar més invasions vikingues. Durant el seu càrrec com a ministre el país va viure un respecte per la llei que no s'havia vist abans.
L'any 973 va preparar una cerimònia de coronació, no com era tradició al començament d'un regnat, sinó en l'apogeu d'Edgard, com a símbol de la protecció de Déu envers el bon fer del sobirà. El protocol que va establir és el que se segueix en les coronacions actuals a Anglaterra.
Quan el 975 el rei va morir, el va succeir el seu fill gran Eduard II però va tenir una ascensió controvertida, ja que la seva madrastra, Ælfthryth, desitjava que el seu fill Etelred regnés. Alguns nobles reaccionaris van aprofitar la mort d'Edgard per provar de tornar als antics costums de corrupció: van perseguir els monjos de Mèrcia, que eren els protagonistes de la reforma i els van prendre les terres. Els revoltats van trobar el suport d'Æthelwine, un ealdorman d'Ànglia de l'Est i el reialme va estar a punt d'entrar en guerra civil. Es van convocar tres assemblees per tal d'arribar a un acord: a Kyrtlington, a Calne, i Amesbury. En la segona d'aquestes reunions el terra de la sala on estaven va cedir, alguns dels presents van morir però Dunstan es va agafar a un tauló i es va salvar.

## Els darrers anys (978-988)
Pel març del 978, el rei Eduard fou assassinat a Corfe Castle, potser per instigació de la seva madrastra i Etelred l'Indecís va ser nomenat rei. La seva coronació el 31 de març del 978, va ser el darrer acte de govern en què Dunstan va participar. Quan el jove rei anava a fer el jurament, Dunstan se li va adreçar solemnement i el va amonestar: va criticar el violent acte mitjançant el qual havia arribat al poder i li va vaticinar que, per aquesta causa, la desgràcia recauria sobre el seu reialme. Dunstan es va retirar després a Canterbury, on es va dedicar a l'ensenyament i a la litúrgia de la catedral.
Només es coneix que participés en tres actes públics, un va ser el trasllat del cos d'Eduard II, que aviat seria conegut com a Eduard el Màrtir. Deia que sant Andreu se li va aparèixer en somnis i li va dir que intercedís per l'anacoreta Alfge perquè fos nomenat bisbe de Winchester.
Mentre pregava a Canterbury, de vegades tenia visions d'àngels i en una d'aquestes ocasions li van anunciar la seva mort tres dies abans. Dunstan va fer la missa i es va acomiadar dels feligresos, l'endemà va triar un lloc per la seva tomba i el darrer dia va convocar la comunitat de monjos a fer una missa privada, després de la qual va prendre l'extrema unció i va morir.